# 윤준호 (음악가)
윤준호(1970년 10월 21일 ~ )는 대한민국의 모던 록 밴드 델리스파이스의 베이시스트 겸 서브보컬이다. 1995년 김민규와 함께 델리 스파이스를 결성했다. 2005년에는 최재혁, 고경천과 함께 오메가 3를 결성하여 활동하였다. 현재 서울디지털대학교에서 강의하면서 경인방송에서 《윤준호의 별빛라디오》를 진행하고 있었다.

## 주요 작곡 및 편곡 활동

### 영화 음악
- 2012년 영화 《시체가 돌아왔다》 음악 참여

### 편곡
- 2005년 박효신 리메이크 앨범 《Neo Classicism》 편곡 참여 (수록곡중 <옛 친구에게>)